# Tomáš Zmeškal
Tomáš Zmeškal (Prága, 1966 –) kongói apától és cseh anyától született cseh író. Az 1980-as években egy ideig a Psí vojáci nevű együttesben zenélt. 1987-ben Londonba költözött, ahol a King's College-on tanult angol nyelvet és irodalmat. 1998-ban visszatért szülővárosába és egy ideig a Károly Egyetemen tanított. Jelenleg gimnáziumi tanár.
Az ékírásos szerelmeslevélért 2011-ben elnyerte az Európai Unió Irodalmi Díját.

## Művei
- Milostný dopis klínovým písmem, Torst 2008, Praha, ISBN 978-80-7215-349-7
  - Az ékírásos szerelmeslevél, ford. Stanek-Csoma Borbála, Typotex, 2013, ISBN 978-963-279-277-4[8]
- Životopis černobílého jehněte, Torst 2009, ISBN 978-80-7215-372-5
- Sokrates na rovníku, Mishkezy 2013, ISBN 978-80-87886-00-7